# HD 59686
HD 59686 ist ein 300,1 Lichtjahre von der Erde entfernter oranger Riese mit einer Rektaszension von 07h 31m 48s und einer Deklination von +17° 05' 09". Er besitzt eine scheinbare Helligkeit von 5,45 mag. Im Jahre 2003 entdeckte D. S. Mitchell einen extrasolaren Planeten, der diesen Stern umkreist. 
Dieser trägt den Namen HD 59686 b.